# Egense Kirke
Egense Kirke ligger ved landsbyen Egense ca. 5 km V for Svendborg (Region Syddanmark). Indtil Kommunalreformen i 2007 lå den i Svendborg Kommune (Fyns Amt), og indtil Kommunalreformen i 1970 lå den i Sunds Herred (Svendborg Amt).
Skibets langmure er bevaret fra en romansk kirke, som formodentlig er opført tidligt i 1100-tallet. I gotisk tid blev det oprindelige kor erstattet af det nuværende langhuskor, tårnet stammer formodentlig fra samme tid. I 1861-62 blev kirken voldsomt istandsat, de nygotiske vinduer blev isat og murværket forsynet med stræbepiller, desuden blev bygningen overpudset med hvidtet cement, hvorfor det ikke er muligt at se bygningshistoriske enkeltheder.
I 1529 overtog adelsmanden Eiler Rønnov ejendomsretten over Egense kirke, og den blev lagt ind under Hvidkilde Gods, der en overgang ejede 7 sydfynske kirker. I 1927 blev kirken overdraget til Egense menighedsråd, men den bevarede sin status som grevskabets foretrukne kirke. Forbindelsen til Hvidkilde gods ses også i selve kirken, hvor der findes en greveloge med våbenskjolde på lågen. Under en restaurering i 1951 fandt man under koret en krypt, hvor ejerne af Hvidkilde i en periode var blevet begravet. På kirkegården har Hvidkilde sit eget gravsted med 14 gravpladser.
I våbenhuset ses en gravsten fra 1556 over Eiler Rønnow (død 1565) og hustru Anne Rønnow (Krabbe) (død 1543) samt to børn. I våbenhuset ses desuden en gravsten over Bent Norby (død 1565 i Sverige) og fru Kirsten (død 1572), gravstenen er sammensat af fragmenter og opsat i 1923.
Kirken har formodentlig fået indbygget krydshvælv, da langhuskoret blev opført i gotisk tid. Altertavlen i højrenæssance fra 1617 er skænket af Anne Hardenberg gift med Joh. Rud, topstykkets maleri er oprindeligt, hovedfeltets maleri er udført af August Jerndorff i 1880'erne. Prædikestolen er fra o.1600 og er skænket af Erik Hardenberg og Anne Rønnow.
Den 7. februar 1888 fik kirken overdraget kirkeskibet "Kandace", der skulle minde kirkegængerne om at gå i forbøn for fiskere og andre søfarende, som har været en væsentlig del af sognets beboere. Skipper Rasmus Hansen (1838-1929) fra Skovsbo strand var initiativtager til at få skabt kirkeskibet til Egense kirke. Kirkeskibets skrog blev bygget af Skipper Rasmus Hansens yngre broder Skipper Hans Hansen fra Strandhuse ved Fjellebroen. Skipper Rasmus Hansens svigerfader Skipper Hans Holm Bølk (1822-1907) i Skovsbo Strand lavede rigningen på den flotte model af en orlogsfregat. Skipper Rasmus Hansen stillede visse krav ved overdragelsen, skibet skulle tages ned hvert 25. år til eftersyn og reparation, og det skulle være lokale fiskere og søfolk, der stod for vedligeholdelsen. Herefter skulle det hænges op igen ved en højtidelig gudstjeneste omkring d. 7. februar. Skipper Hans Holm Bølks yngste datter Anne Holm skrev en salme til skibet som blev afsunget i forbindelse med indvielsen af kirkeskibet 1888. Salmen med titlen " Vort lille skib vi bærer nu til havnen" afsynges stadig i forbindelse med den traditionsrige kikeskibsprocession som finder sted hvert 25 år når skibet er blevet restaureret og fejres ved en festgudstjeneste inden genophængningen. De lidt specielle omstændigheder omkring "Kandace" førte til dannelsen af Egense Sømandsforening, der eksisterede helt frem til midten af 1990'erne.Skibet er senste restaureret i 2015 og genophængt i 2016.
Den romanske granitfont har kors og lilje over rankedekoration på kummen, på skaftet står med runer "Astret, Ikkrei filius" (:Astret, Ikkreus søn), hvilket tolkes som en mestersignatur, den firkantede fod, som er ret slidt, har hjørnehoveder samt kors og vegetativ udsmykning.
- Galleri

## Eksterne kilder og henvisninger
- Wikimedia Commons har flere filer relateret til Egense Kirke

- Egense Kirke  på KortTilKirken.dk
- Egense Kirke  hos danmarkskirker.natmus.dk (Danmarks Kirker, Nationalmuseet)
- Egense Kirke Arkiveret 31. januar 2011 hos  Wayback Machine på nordenskirker.dk